# Pala di Perugia
La Pala di Perugia è un dipinto tempera su tavola di Beato Angelico, databile al 1438 circa e conservato nella Galleria nazionale dell'Umbria a Perugia, tranne i primi due scomparti originali della predella che sono alla Pinacoteca vaticana.

## Storia
L'opera venne dipinta per la cappella di San Nicola nella chiesa di San Domenico a Perugia. Nella prima metà del XIX secolo venne smembrato, in parte disperso, facendo confluire alcuni pannelli della predella nella Pinacoteca vaticana. A Perugia vennero create delle copie della predella, in seguito reintegrate in una nuova cornice neogotica. Del polittico fanno parte anche una serie di piccoli santi sui pilastri laterali e due tondi con l'Angelo annunciante e la Vergine Annunciata nelle cuspidi laterali.

## Descrizione
L'opera è composta da tre pannelli principali: un grande pannello centrale, con la Madonna in trono col Bambino e Angeli (interamente dell'Angelico), e due pannelli laterali divisi in alto a formare due scomparti ciascuno, per un totale di quattro scomparti con altrettanti santi. A sinistra si trovano i santi Domenico e Nicola di Bari, considerati autografi dell'autore, mentre a destra si trovano i santi Giovanni Battista e Caterina d'Alessandria, considerati in gran parte opera di collaboratori di bottega.

## Stile

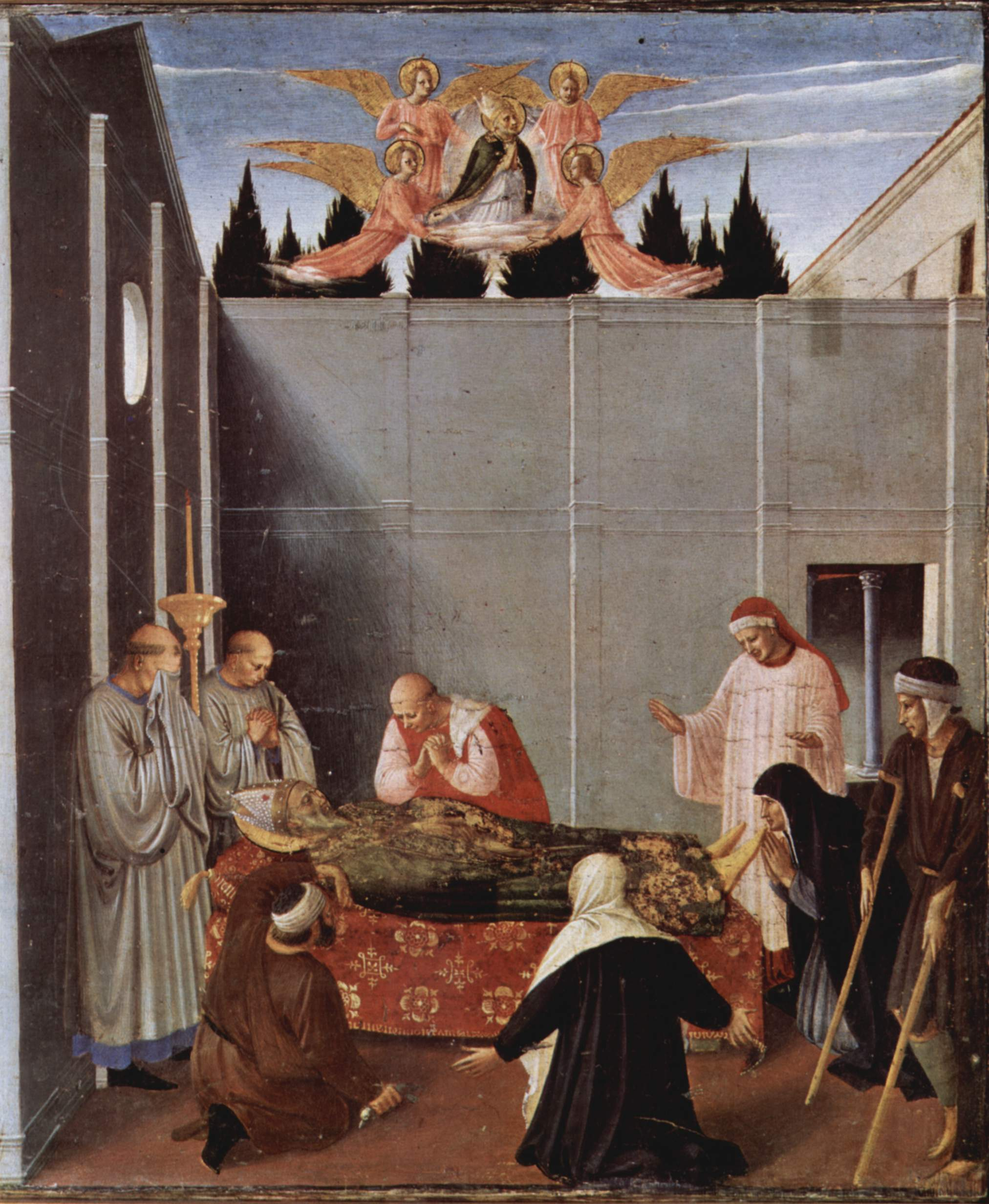
Predella, Morte e ascensione di san Nicola

La Madonna col Bambino, una Maestà, siede su un ampio trono costruito saldamente in prospettiva e su un gradino davanti al quale si trovano vasi con rose bianche (simbolo della purezza della Vergine) e rosse (preannunciazione della Passione di Cristo). Notevole è la somiglianza col pannello centrale del Trittico di Cortona, soprattutto nella Vergine, nell'arco del trono e nella disposizione degli angeli. Il pavimento è decorato da illusionistiche incrostazioni marmoree, già sperimentate dall'artista fin dalle opere giovanili, come il Trittico di san Pietro martire (1428-29).
Le figure dei santi sono meno monumentali del Tabernacolo dei Linaioli, del 1433-1435. Dietro di loro si dispiega un insolito tavolo coperto da un drappo di broccato ornato d'oro, sul quale san Nicola ha appoggiato la mitria.

## Predella
I pannelli della predella sono composti con figure piuttosto piccole e ritraggono le scene della Vita di san Nicola. Il primo pannello presenta un triplo episodio, la Nascita di san Nicola, Educazione di san Nicola attraverso il vescovo e San Nicola che dona tre palle d'oro a tre fanciulle povere per farle maritare, costruite con un ardito scorcio prospettico unificato, che mostra due interni ai lati e una strada all'aperto al centro. Alcuni hanno rilevato alcune incertezze nell'effetto di insieme, mentre nel pannello successivo, San Nicola salva la nave, sembra una citazione dei giochi di linee del gotico internazionale alla Gentile da Fabriano.
La terza scena infine, San Nicola salva tre uomini condannati alla decapitazione e Morte del santo, è la più notevole, con una doppia rappresentazione (un esterno e un interno), trattate con un medesimo punto di fuga che cade su particolari significativi (il catafalco del santo). Unificata è anche la luce, che irradia le figure da sinistra, filtrando, con un'efficace ombra della parete, anche nella stanza.